# Steprather Mühle

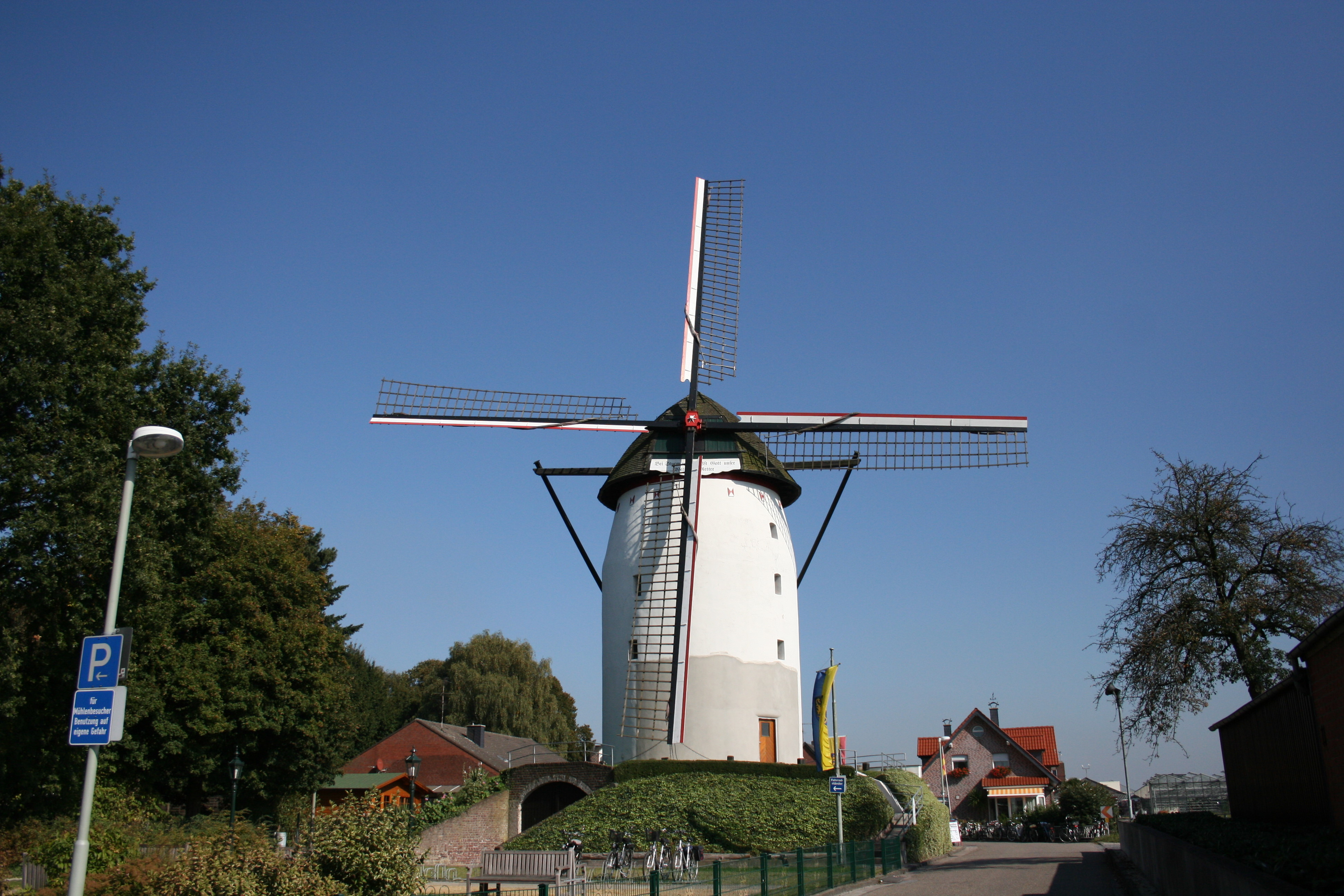
Steprather Mühle

Die Steprather Mühle ist eine Turmwindmühle am linken Niederrhein und das Wahrzeichen von Geldern-Walbeck.
Sie ist die älteste noch voll funktionsfähige Windmühle in Deutschland und war jahrhundertelang der wichtigste Gewerbebetrieb in der Gemeinde.
Erbaut wurde die Mühle um 1450 und gehörte ab 1647 zum Haus Steprath. Dadurch erhielt die Mühle ihren heutigen Namen. Im Jahr 1953 wurde der Mühlbetrieb eingestellt, bis sich ein Förderverein gründete und das Bauwerk sanierte. Heute ist die Mühle wieder funktionsfähig; der Förderverein verkauft Brot im hauseigenen Café.